# Centrale hydroélectrique d'Aurland
La Centrale hydroélectrique d'Aurland mise en service à Aurland (1973-1989) par un réseau complexe de tunnels et barrages en cascade jusqu'à l'Aurlandsfjord, équipée dès la première version par des turbines Pelton de 243 MW. Située dans un secteur très enclavé de la Norvège centrale, la rivière d’Aurland était riche en truites. Plus de 100 km de tunnels, dix barrages et cinq centrales électriques font d'Aurland une des plus grandes stations hydroélectriques construites en Norvège, qui deviendra la troisième plus grande du pays.
1. ↑  "Norvège : des « Lords du saumon » aux supermen des rivières", par Diane Berbain, dans L'Obs du 06 septembre 2014